# Ducato di Varsavia
Il Ducato di Varsavia (in polacco: Księstwo Warszawskie, in francese: Duché de Varsovie, in tedesco: Herzogtum Warschau), spesso chiamato Granducato di Varsavia, fu uno Stato cliente del Primo Impero francese (1807-1815) nel territorio polacco, stabilito da Napoleone Bonaparte nel 1807 dalle terre polacche cedute dal Regno di Prussia con il trattato di Tilsit. 
Il ducato fu mantenuto come unione personale da uno degli alleati di Napoleone, il re Federico Augusto I di Sassonia.
A seguito dell'invasione fallita alla Russia, il ducato fu occupato dai prussiani e dai russi fino al 1815, quando fu spartito formalmente tra i due Paesi al Congresso di Vienna.

## Formazione del ducato
La regione del ducato era già stata liberata da una rivolta popolare che era nata da un'altra rivolta contro la coscrizione obbligatoria nel 1806. Uno dei primi compiti del nuovo governo fu quello di fornire cibo all'esercito francese che combatteva contro i russi nella Prussia Orientale.

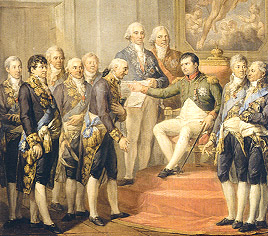
Napoleone che concede la Costituzione al Ducato nel 1807.

Il Ducato di Varsavia fu ufficialmente creato da Napoleone Bonaparte come atto della pace di Tilsit con la Prussia. La sua creazione incontrò il sostegno dei repubblicani della Polonia spartita sia quello dei polacchi abitanti in Francia, che supportavano apertamente Napoleone come unico uomo capace di ricostruire la sovranità polacca dopo la spartizione della Polonia della fine del XVIII secolo. Nonostante il Ducato fosse stato creato come stato satellite (e fosse solo un ducato invece che un regno), si credette e si sperò che col tempo la nuova nazione sarebbe stata in grado di riconquistare l'antico splendore.
Lo stato appena creato era formalmente un ducato indipendente, alleato alla Francia e in unione personale con il Regno di Sassonia. Il Re Federico Augusto I di Sassonia fu spinto da Napoleone a trasformare il suo regno in una monarchia costituzionale, abbinata alla creazione di un Parlamento (la Camera dei deputati della Polonia). Il ducato non fu comunque mai autorizzato a svilupparsi come stato indipendente; il regno di Federico Augusto era subordinato alle richieste della Francia, che considerò lo Stato come una mera sorgente di risorse. La persona più influente nel ducato era infatti l'ambasciatore francese, stabilito nella capitale del ducato, Varsavia. Significativamente, al ducato mancava una degna rappresentazione diplomatica all'estero.
Nel 1809 iniziò una rapida guerra contro l'Austria. Anche se la battaglia di Raszyn fu persa e le truppe austriache entrarono a Varsavia, le forze armate polacche misero in fuga il nemico e conquistarono Cracovia, Leopoli e la maggior parte delle aree annesse dall'Austria nel corso delle spartizioni della Polonia. Il trattato di Schönbrunn permise una significativa espansione del ducato verso sud, il che permise la riconquista delle terre che una volta erano appartenute al Regno di Polonia.

## Geografia e demografia
In accordo con la pace di Tilsit, la regione del ducato copriva circa le aree della seconda e della terza spartizione prussiana della Polonia, con l'eccezione della città di Danzica, eretta in Città Libera di Danzica, sotto la protezione francese e sassone, mentre il distretto di Białystok fu assegnato alla Russia; il territorio fu completato con le aree delle province della Nuova Prussia Orientale, Prussia Meridionale, Nuova Slesia e Prussia Occidentale; in aggiunta, al nuovo stato fu assegnata la regione lungo il fiume Noteć e la Terra di Chełmno.
Il ducato aveva un'area iniziale di circa 104.000 km², con una popolazione di circa 2.600.000 persone. La maggioranza degli abitanti era polacca.
Dopo l'annessione del 1809 della Galizia austriaca e delle aree di Zamość e Cracovia, l'area del ducato aumentò significativamente fino a circa 155.000 km² e la popolazione crebbe fino a 4.300.000 unità.

### I "dipartimenti"
Il ducato era diviso in diversi "dipartimenti", ognuno chiamato come la città capitale.
Inizialmente erano sei:
- Dipartimento di Varsavia, Departament warszawski
- Dipartimento di Poznań, Departament poznański
- Dipartimento di Kalisz, Departament kaliski
- Dipartimento di Bydgoszcz, Departament bydgoski
- Dipartimento di Płock, Departament płocki
- Dipartimento di Łomża, Departament łomżyński

I territori conquistati nel 1809 furono organizzati in quattro dipartimenti:
- Dipartimento di Cracovia, Departament krakowski
- Dipartimento di Lublino, Departament lubelski
- Dipartimento di Radom, Departament radomski
- Dipartimento di Siedlce, Departament siedlecki

## Richieste economiche e militari
Le forze armate del ducato erano completamente sottoposte a controllo francese attraverso il ministro della guerra, il principe Józef Poniatowski, che era anche maresciallo di Francia. Infatti, il ducato era pesantemente militarizzato, data la sua vicinanza alla Prussia, all'Impero austriaco ed alla Russia; il ducato doveva inoltre essere una fonte di soldati per le varie campagne napoleoniche.
L'esercito era di considerevole grandezza, se comparato al numero di abitanti del ducato. Inizialmente consisteva di 45.000 unità (costituite dalla cavalleria polacca e dai fanti), ma il numero fu destinato ad aumentare fino a più di 100.000 uomini nel 1810, ed al tempo dell'invasione napoleonica alla Russia nel 1812 l'esercito contava quasi 200.000 soldati (su un totale di circa 3 milioni di abitanti del ducato).
Le pesanti richieste di risorse del ducato (il reclutamento di forze armate), combinate con una caduta delle esportazioni di grano, causarono grandi problemi all'economia del ducato. E a peggiorare le cose, nel 1808 la Francia impose al ducato un accordo a Bayonne, per comperare dalla Francia i debiti a lei dovuti dalla Prussia. Il debito, ammontante a più di 43 milioni di franchi d'oro, fu acquistato al prezzo scontato di 21 milioni di franchi. La Prussia tardò a pagare il debito, il che significò una grave perdita per l'economia polacca: tutti questi problemi fecero aumentare l'inflazione e le tasse.
Per evitare il pericolo della bancarotta, le autorità intensificarono il processo di sviluppo e della modernizzazione dell'agricoltura. Fu anche introdotta una politica protezionista per proteggere l'industria.

## La fine del ducato

### La campagna napoleonica contro la Russia

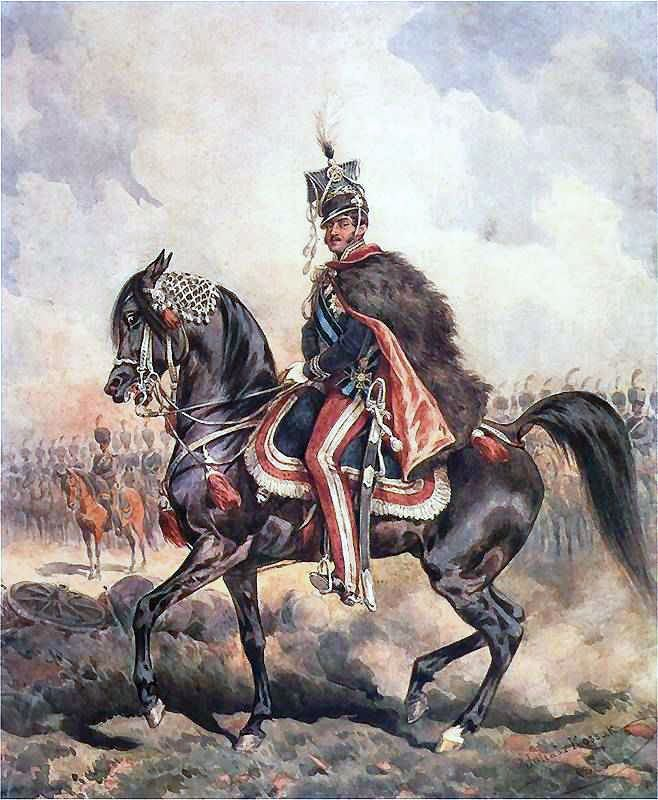
Principe Józef Poniatowski, Comandante in Capo delle forze del Ducato di Varsavia

I polacchi si aspettarono nel 1812 che il ducato sarebbe stato innalzato al grado di Regno e che durante la marcia di Napoleone sulla Russia, sarebbe stato unito con i territori liberati del Granducato di Lituania, storico partner polacco nella Confederazione polacco-lituana. Napoleone tuttavia non voleva prendere una decisione permanente che gli avrebbe legato le mani prima degli accordi per una pace con la Russia. Nonostante ciò, egli proclamò l'attacco alla Russia come seconda guerra Polacca.
La pace non venne mai. L'armata di Napoleone, inclusi ingenti contingenti delle truppe polacche, fallirono nell'intento di mettere in ginocchio l'Impero: le ambizioni militari furono annullate dal clima invernale; solo pochi tornarono dalla marcia su Mosca. La fallita campagna contro la Russia si rivelò essere un punto fondamentale per la sorte di Napoleone.
Dopo la sconfitta di Napoleone a oriente, la maggior parte dei territori del Ducato di Varsavia furono annessi dalla Russia nel gennaio 1813. Il resto del ducato cadde in mano alla Prussia. Anche se rimasero diverse roccaforti isolate per circa un anno, l'esistenza dello stato giunse alla fine. Alessandro I di Russia creò il consiglio provvisorio del Ducato di Varsavia, per governare l'area attraverso i suoi generali.

### Il Congresso di Vienna e la Quarta Spartizione
Nonostante molti stati europei ed ex-governanti furono rappresentati al Congresso di Vienna nel 1815, le decisioni furono prevalentemente in mano alle maggiori potenze. Era forse inevitabile, perciò, che sia la Prussia che la Russia avrebbero effettivamente spartito la Polonia tra di esse; l'Austria dovette invece tenere le conquiste ottenute nella prima spartizione della Polonia del 1772.
L'Impero russo mantenne tutti i territori conquistati durante la precedente spartizione, insieme a Białystok e alla zona circostante che aveva ottenuto nel 1807.
La Prussia riottenne il territorio che aveva avuto con la prima spartizione della Polonia, ma che aveva dovuto cedere al Ducato di Varsavia nel 1807. Ottenne anche il "Granducato di Posen" (Poznań), alcuni dei territori che aveva avuto con la seconda spartizione ed a cui aveva dovuto rinunciare nel 1807. Questi territori formavano un'area di circa 29.000 km².
La città di Cracovia e alcuni territori circostanti, precedentemente parte del Ducato di Varsavia, furono dichiarati una semi-indipendente Città Libera di Cracovia, sotto la protezione dei tre potenti stati vicini. Il territorio della città misurava circa 1.164 km² e aveva una popolazione di 88.000 persone. La città fu infine annessa all'Impero austro-ungarico nel 1846.
Infine, la proprietà dell'ex-Ducato di Varsavia (circa 128.000 km²) fu denominata Regno del Congresso di Polonia (del Congresso perché formato durante il Congresso di Vienna), in unione personale con l'Impero russo. Lo stato mantenne una sua autonomia solo fino al 1831, quando fu annesso allo Stato russo.

### L'eredità del ducato
Sebbene il Ducato di Varsavia fosse solo uno dei vari stati creati durante il dominio di Napoleone sul continente europeo, durato solo pochi anni e dissoltosi con la caduta di Napoleone, la sua fondazione, poco più di un decennio dopo che la seconda e terza spartizione della Polonia erano apparse come un volere tagliare fuori la Polonia dalle carte geografiche, significò per i nazionalisti polacchi una speranza di vedere risorgere la loro nazione. Anche dopo la sconfitta di Napoleone uno stato polacco continuò in qualche modo ad esistere finché lo stato autocratico russo non eliminò ancora una volta la Polonia come entità autonoma. Tutte queste cose messe insieme fecero in modo che uno Stato polacco continuasse ad esistere ancora per un quarto di secolo dopo la spartizione.
Quando la Repubblica di Polonia fu fondata dopo la prima guerra mondiale, i suoi confini iniziali erano simili a quelli del ducato che l'aveva preceduta un secolo prima.

## "Ducato di Varsavia" e "Granducato di Varsavia"
Al giorno d'oggi ci si riferisce comunemente al Ducato di Varsavia chiamandolo "Granducato di Varsavia", specialmente in francese. In effetti, quando questo stato esisteva, non lo si chiamava Granducato in francese, che era sia la lingua diplomatica del tempo sia ovviamente la lingua dell'Impero francese, che aveva creato lo stato.
L'articolo 5 del Trattato di Tilsit Archiviato il 9 marzo 2019 in Internet Archive., che creò il ducato, la Convenzione, che lo trasferì alla Sassonia e l'articolo 1 dell'Atto del Congresso di Vienna, che abolì definitivamente il ducato, nominano lo stato come "Duché de Varsovie".
In modo analogo, la Costituzione del ducato definisce lo stato in tedesco come Herzogtum Warschau e le sue monete recavano l'iscrizione latina FRID·AVG·REX SAX·DVX VARSOV· (Fridericus Augustus, Rex Saxoniæ, Dux Varsoviæ; "Federico Augusto, Re di Sassonia, Duca di Varsavia").